# Revista de la Sociedad Geográfica de Cuba
Revista de la Sociedad Geográfica de Cuba (abreviado Revista Soc. Geogr. Cuba) es una revista ilustrada con descripciones botánicas que es editada en Cuba desde el año 1928.